# 224 лётный отряд
224 лётный отряд, полное наименование Открытое акционерное общество «Государственная авиакомпания „224 Лётный отряд“» — российское авиационное предприятие, являющееся дочерней структурой Министерства обороны Российской Федерации. Авиакомпания обеспечивает транспортные авиационные перевозки в интересах государственных структур, а также выполняет нерегулярные грузовые коммерческие перевозки в России и за рубежом. Авиакомпания осуществляет свою деятельность в соответствии с Уставом, утверждённым Министром обороны Российской Федерации. Из-за российского вторжения на Украину отряд находится под санкциями всех стран Евросоюза, США, Великобритании и ряда других государств

## История
Первоначально 224-й отдельный транспортный авиаотряд был создан в 1979 году для обеспечения перевозок во время войны в Афганистане. В целях конспирации отряд был формально приписан к МГА СССР, но комплектовался экипажами и самолётами Ан-12 из полков ВТА и выполнял функции советнической эскадрильи. Отряд находился в Афганистане с августа 1979 по ноябрь 1988 года.
В современной истории Государственная авиакомпания «224-й лётный отряд» была создана на базе 12-й военно-транспортной авиационной дивизии ВВС РФ в соответствии с распоряжением Президента Российской Федерации от 15 января 1993 года № 37-рп «Об обеспечении деятельности 223 и 224 лётных отрядов Минобороны России» для воздушных перевозок по заданиям Президента Российской Федерации, Правительства Российской Федерации и Министерства обороны Российской Федерации (Минобороны России). С этого года началось выполнение грузовых перевозок рейсов с использованием самолётов Ил-76 и Ан-124 566-го втап. В условиях недофинансирования Вооружённых Сил вырученные от перевозок средства помогали несколько улучшить финансовое положение ВВС.
В 2008 году в рамках военной реформы и для упрощения деятельности компании на международном рынке в соответствии Указом Президента Российской Федерации от 15 сентября 2008 г. № 1359 «Об открытом акционерном обществе „Оборонсервис“» авиакомпания была преобразована в открытое акционерное общество. 100% компании принадлежит государству в лице дочерней компании Минобороны ОАО «Авиаремонт».

## Деятельность

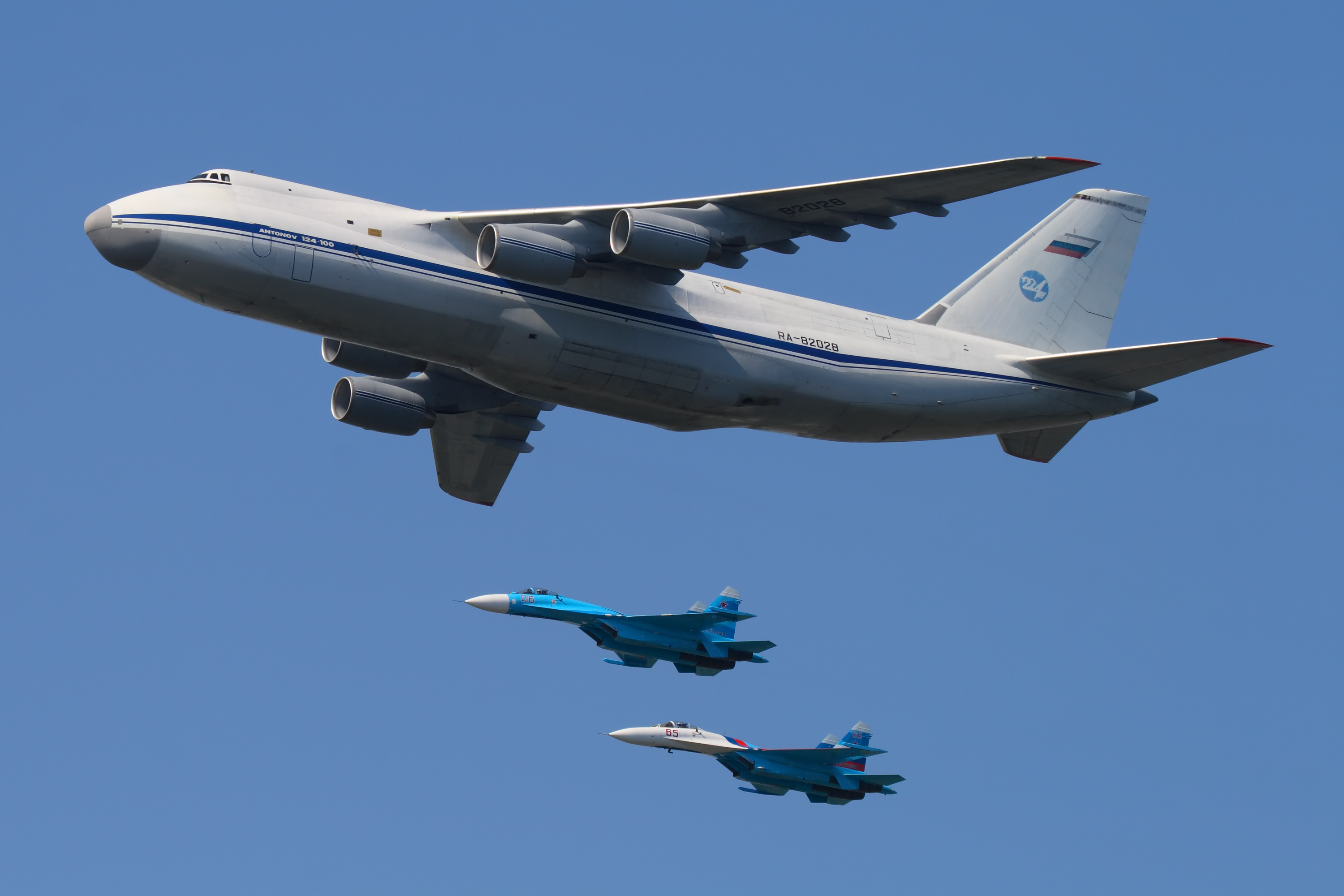
Ан-124 с эмблемой 224-го лётного отряда в сопровождении Соколов России над Москвой, 9 мая 2010

Авиакомпания эксплуатирует самолёты, находящиеся на балансе ВВС России. Полёты в соответствии с планом лётной подготовки и задачами, выполняемыми ВВС, выполняются в рамках структуры 6955-й авиационной базы, в соответствии с регламентами и документацией ВВС России. В то же время, в соответствии с учредительными документами, под «флагом» 224-го лётного отряда осуществляются пассажирские и грузовые перевозки на внутренних и международных авиалиниях для решения народнохозяйственных задач с соблюдением требований, принятых в гражданской авиации, и под контролем Министерства обороны Российской Федерации. Также «флаг» и позывные 224-го лётного отряда периодически используется для воздушных перевозок за границу в интересах ВВС.
Самолёты Ил-76, дислоцирующиеся на аэродромах Мигалово, Таганрог-Центральный и Оренбург-2, обеспечивают в основном перевозки в интересах Управления делами Президента Российской Федерации. В частности, именно самолёты авиакомпании доставляют в пункты назначения автомобильные кортежи для перевозки первых лиц России.
Самолёты Ан-124, дислоцирующиеся на аэродроме Сеща, выполняют широкий круг перевозок сверхтяжёлых и негабаритных грузов по всему миру, включая Северную Америку (соответствующее разрешение Департамента Транспорта США было предоставлено на 2 февраля 2010 года). В силу наличия уникальной техники Ан-124 авиакомпании выполняли военные перевозки по соглашениям между Российской Федерацией и другими странами, как например в ходе операции «Сервал» и Операции НАТО в Афганистане.
Согласно уставу авиакомпании, её самолёты имеют право на осуществление парашютного десантирования грузов и десантников с воздуха.
Статус двойного подчинения авиакомпании, противоречия в учредительных документах и российском законодательстве, которое запрещает военнослужащим заниматься коммерческой деятельностью, не раз делали авиакомпанию объектом проверок надзорных органов. По состоянию на 2013 год большинство данных проблем не решены.
Самолёты авиакомпании окрашены в цвета Аэрофлота СССР.

## Санкции
19 мая 2023 года, на фоне вторжения России на Украину, 224-й лётный отряд попал под блокирующие санкции США за перевозку личного состава и техники ЧВК “Вагнер” в страны где действует частная военная компания. Под санкции также попал 41 самолёт лётного отряда. 11 января 2024 года под санкции США попал директор лётного отряда Владимира Михейчик как причастный к передаче и использованию Россией баллистических ракет из КНДР, также в санкционный список были включены четыре самолета отряда, которые использовались для транспортировки ракет. 22 февраля 2024 года, по аналогичным основаниям, санкция ввела Великобритания. 23 февраля 2024 года отряд включён в санкционный список стран Евросоюза так как он «перевозит военную технику и снаряжение, работает под управлением МО РФ, и поэтому поддерживает своими действия агрессивную войну против Украины». По аналогичным основаниям отряд находится под санкциями Швейцарии, Украины, Новой Зеландии, Канады и Австралии.

## Происшествия
29 августа 2009 года в аэропорту Гданьска Ил-76 авиакомпании (RA-78842), доставивший автомобильный кортеж в преддверии визита Владимира Путина, во время руления из-за ошибки наземных служб задел крылом мачту освещения и получил незначительные повреждения.